# 比利亚瓦克林
比利亚瓦克林（西班牙語：Villavaquerín），是西班牙卡斯蒂利亚-莱昂巴利亚多利德省的一个市镇。该市镇位于哈拉米耶尔溪谷之中。总面积45.11平方公里，总人口199人（2013年），人口密度4.41人/平方公里。